# Granica jemeńsko-saudyjska
Granica międzypaństwowa pomiędzy Jemenem i Arabią Saudyjską o długości 1458 km.
Granica rozpoczyna swój bieg na zachodzie na wybrzeżu Morza Czerwonego w Ra's al-Mu'wajj Shami, a kończy się na trójstyku  granic Jemenu, Arabii Saudyjskiej i Omanu (18°59'57"N 52°0'12"E) na pustyni Ar Rab al-Chali. Obecny przebieg granicy reguluje traktat graniczny podpisany w Dżuddzie 12 czerwca 2000 r.
Graniczne prowincje Arabii Saudyjskiej:
Asir
Dżazan
Nadżran
Graniczne prowincje Jemenu:
Al-Dżauf
Hadramaut
Hadżdża
Sada

## Historia
Granica powstała w 1934 r. (traktat w Taif). 
Wyznaczono wówczas 400 km odcinek północnej granicy od Morza Czerwonego do góry Dżabal al-Thar w górach Asir na wschodzie.
Wschodni odcinek granicy do styku z Protektoratem Adenu nie został wytyczony.
W latach 1967–1990 Arabia Saudyjska graniczyła z dwoma państwami jemeńskimi – Jemeńską Republiką Arabską (Sana) i Ludowo-Demokratyczną Republiką Jemenu (Aden). Granica LDR Jemenu z Arabią Saudyjską nie była wyznaczona.